# Dypsis confusa
Espèce
Statut de conservation UICN

 NT  : Quasi menacé
Dypsis confusa est une espèce de palmiers (Arecaceae), endémique de Madagascar. En 2012, elle est considérée par l'IUCN comme une espèce quasi-menacée.

## Répartition et habitat
Cette espèce endémique de Madagascar est présente entre 50 et 1 300 m d'altitude. Elle pousse sur le littoral ainsi que dans les forêts de plaine et de montagne.